# Przejście graniczne Podlesie-Ondřejovice
Przejście graniczne Podlesie-Ondřejovice – polsko-czeskie przejście graniczne na szlaku turystycznym, położone województwie opolskim, w powiecie nyskim, w gminie Głuchołazy, w miejscowości Podlesie, zlikwidowane w 2007.

## Opis
Przejście graniczne Podlesie-Ondřejovice w rejonie znaków granicznych nr II/157/8–II/158a–II/158b utworzono 20 sierpnia 2007. Czynne było przez cały rok w godz. 6.00–22.00. Dopuszczony był ruch pieszych, rowerzystów, narciarzy i osób korzystający z wózków inwalidzkich o napędzie ekologicznym. Odprawę graniczną i celną wykonywały organy Straży Granicznej. Doraźnie kontrolę graniczną i celną osób, towarów oraz środków transportu wykonywała Placówka SG w Głuchołazach.
21 grudnia 2007 na mocy układu z Schengen przejście graniczne zostało zlikwidowane.
Do przekraczania granicy państwowej z Republiką Czeską uprawnieni byli obywatele następujących państw:

1. Republika Austrii
2. Królestwo Belgii
3. Republika Grecji
4. Królestwo Danii
5. Republika Estonii
6. Republika Finlandii
7. Republika Francuska
8. Królestwo Hiszpanii
9. Królestwo Niderlandów
10. Państwo Izrael
11. Japonia
12. Republika Irlandii
13. Republika Islandii
14. Kanada
15. Wielkie Księstwo Luksemburga
16. Republika Litewska
17. Republika Łotewska
18. Republika Federalna Niemiec
19. Królestwo Norwegii
20. Republika Portugalska
21. Republika Słowacka
22. Republika Słowenii
23. Stany Zjednoczone Ameryki Północnej
24. Konfederacja Szwajcarska
25. Królestwo Szwecji
26. Republika Węgierska
27. Zjednoczone Królestwo Wielkiej Brytanii i Irlandii Północnej
28. Republika Włoska
29. Republika Cypryjska[5]
30. Księstwo Liechtensteinu[5]
31. Republika Malty[5].

## Galeria

Przejście graniczne Podlesie-Ondřejovice
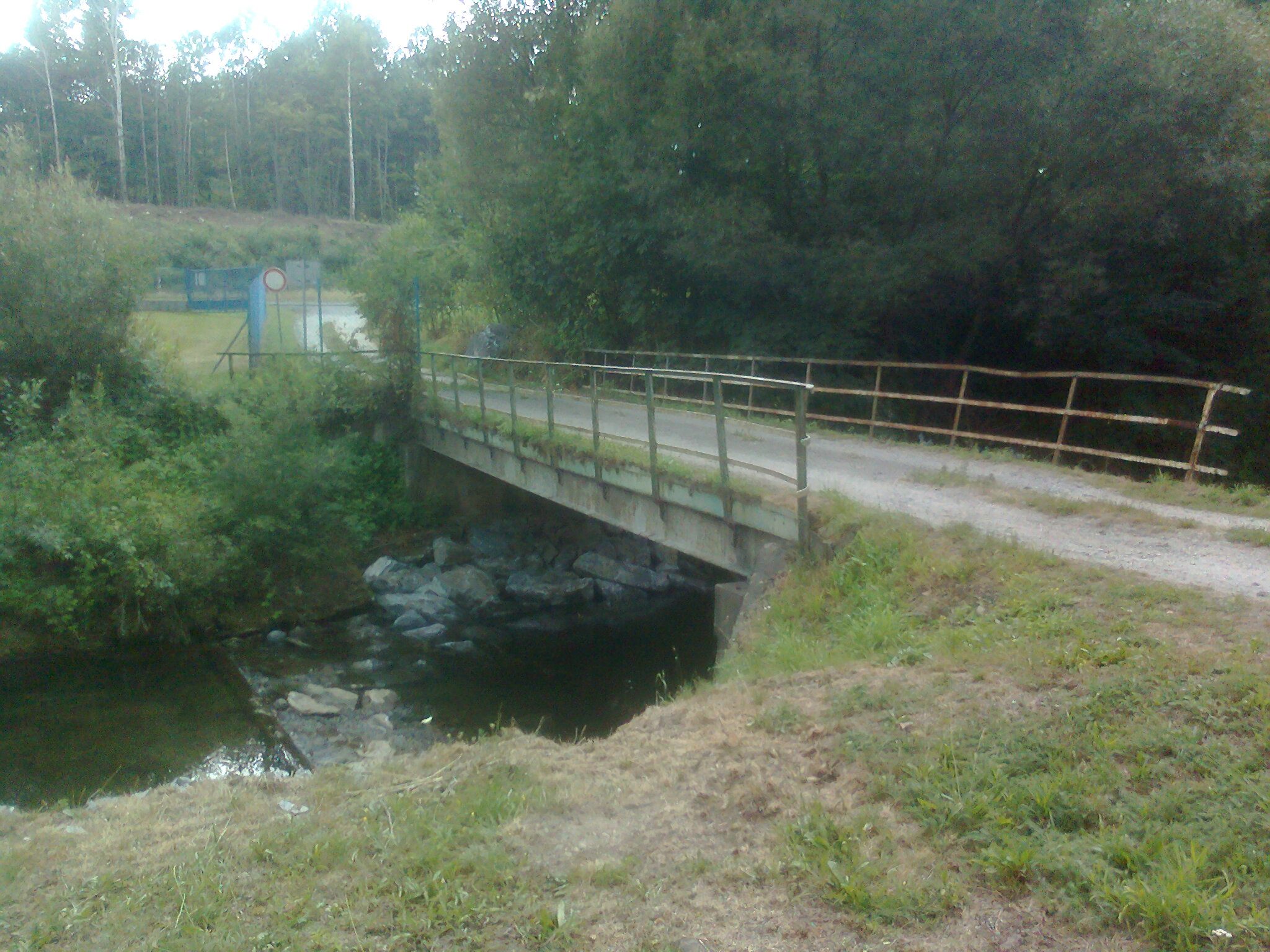
Widok od strony RP (sierpień 2015)
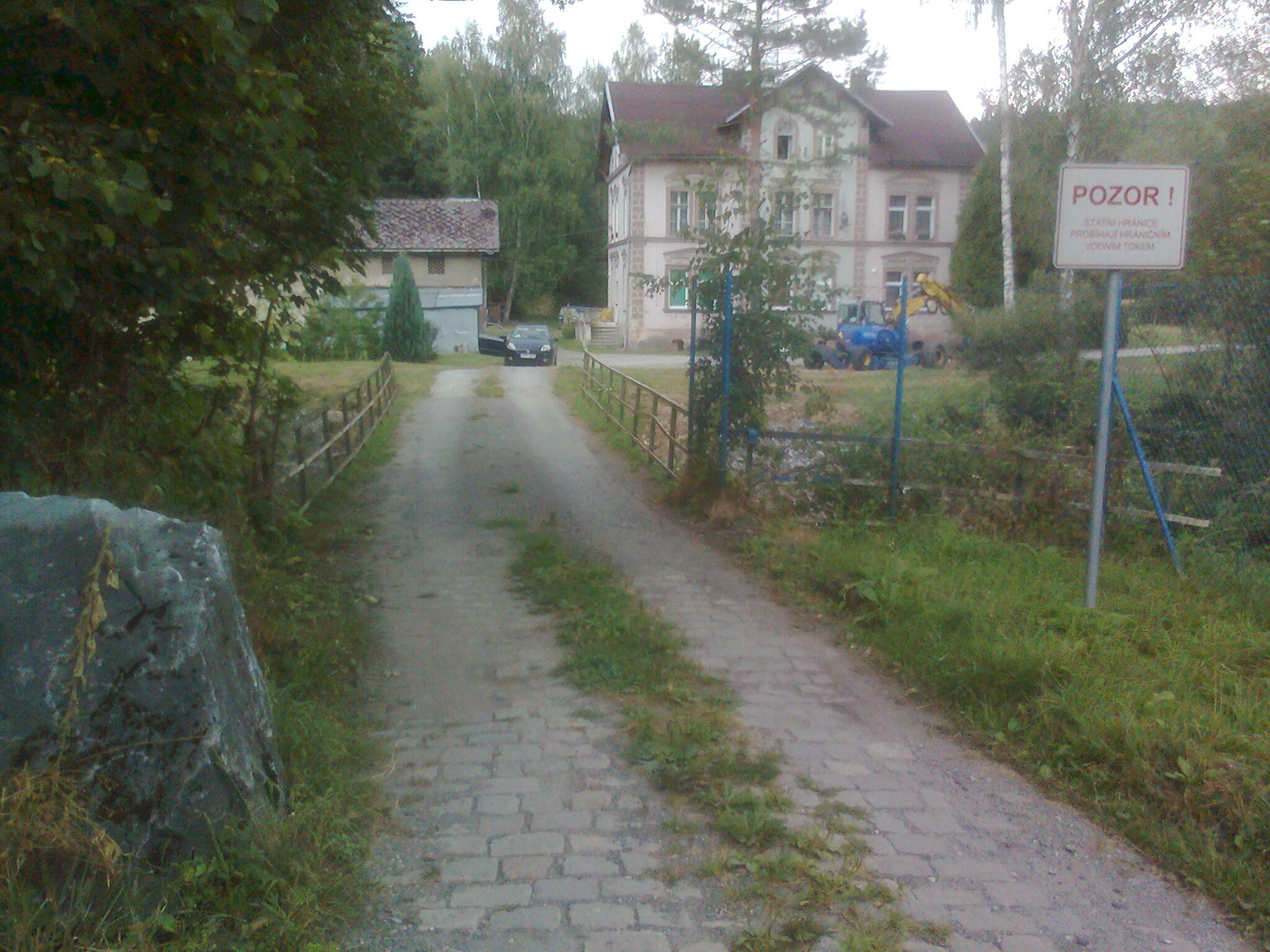
Widok od strony RCz (sierpień 2015)